# Islam Ramdjan
Mohamed Islam (Islam) Ramdjan  (23 juni 1916 – 14 oktober 1973) was een Surinaams worstelaar en politicus. Hij was Statenlid voor de Vooruitstrevende Hervormings Partij (VHP) en Nationale Partij Suriname (NPS).

## Biografie
Islam Ramdjan was in zijn jonge jaren in navolging van zijn vader actief als worstelaar. Hij begon in 1943 in Paramaribo een slachterij. Vanaf de jaren 1930 was hij ongeveer 40 jaar de voorzitter van de Surinaamse Moeslim Associatie en tijdens de verkiezingen van 1958 werd hij voor de VHP in het kiesdistrict Saramacca verkozen in de Staten van Suriname.
Bij de verkiezingen die vijf jaar later werden gehouden deed hij in het district Para zonder succes mee als kandidaat van de Moslim Partij Suriname. Na de verkiezingen van 1967 kwam hij voor de NPS in het parlement en twee jaar later werd hij herkozen.
Begin 1972 ging hij op bedevaart naar Mekka. Kort voor de verkiezingen van 1973 overleed Islam Ramdjan op 57-jarige leeftijd.